# Mario, Marta, Audiface e Abaco
Mario, la moglie Marta, e i figli Audiface e Abaco, sono venerati come santi e martiri dalla Chiesa cattolica.

## Tradizione agiografica

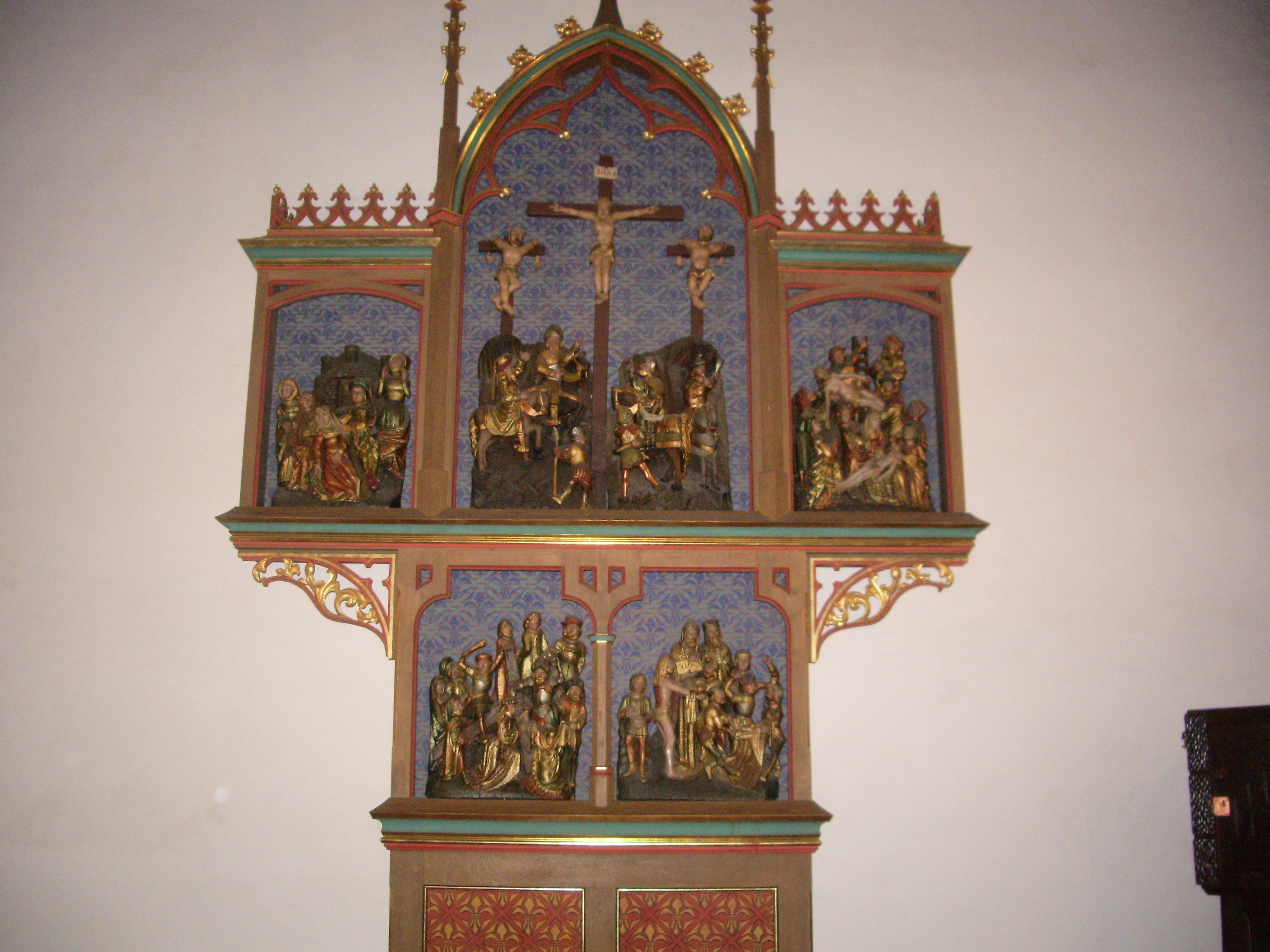

Le notizie su di loro, davvero pochissime e incerte, derivano dalla Passio di san Valentino, del IV secolo.
Si tramanda che Mario, o Maris, fosse un nobile di origine persiana. Giunse a Roma nel 270,  insieme alla moglie Marta e ai due figli Audiface e Abaco, per venerare i sepolcri dei martiri. La famiglia, aiutata dal prete Giovanni, si diede a seppellire lungo la via Salaria i corpi di oltre 260 martiri che giacevano uccisi in aperta campagna.
Scoperti, furono interrogati dal prefetto Flaviano e dal governatore Marciano. Rifiutarono di abiurare e di sacrificare agli idoli e furono dunque condannati a morte: gli uomini furono giustiziati lungo la via Cornelia. Marta, in nympha, cioè presso uno stagno poco distante.
Si riporta che una matrona romana, Felicita, diede loro sepoltura in un suo possedimento, lungo la stessa via, al tredicesimo miglio. Qui sorse una chiesa di cui esistono tuttora i ruderi e che fu meta di pellegrinaggi nel medioevo. Oggi è detta Tenuta Boccea. Verso la fine del Settecento, a seguito del graduale aumento degli abitanti delle zone limitrofe, fu presentata all'adunanza Capitolare del 30 agosto 1778 una richiesta di edificare una nuova chiesa capace di ospitare in maniera "decorosa" gli "abitatori" e i pellegrini devoti alla famiglia dei Santi Martiri Mario, Marta, Audiface e Abaco.
Nel 1789, per volere di papa Pio VI, fu inaugurata la nuova chiesa progettata dall'insigne Architetto Virginio Bracci.
Le loro reliquie ebbero vicende molto complesse: alcune furono traslate a Roma nelle chiese di sant'Adriano e di santa Prassede. Un'altra parte di esse fu inviata a Eginardo nell'828. Questi, biografo di Carlo Magno, le donò al monastero di Seligenstadt.

## Il racconto scritto da don Bosco
La tradizione più nota su vita e martirio di questi santi è un racconto leggendario, in cui è però possibile individuare un nucleo di storicità che ci pone di fronte alla figura reale di questi martiri. Il racconto fu reso popolare da un libretto del 1861, scritto da don Bosco ma preparato dal conte Carlo Cays. In anni di grandi lavori sul santuario dedicato a sant'Abaco a Caselette (sulle pendici del monte Musinè) e di devozione molto sentita verso questi santi, il conte Cays sollecitò l'amico don Bosco a scrivere qualcosa che ravvivasse ulteriormente la venerazione di sant'Abaco, mettendogli in mano la documentazione per il libro.
Don Bosco (o meglio, il conte Cays) si era basato su notizie contenute negli Acta Sanctorum, vastissima raccolta di scritti sulla vita dei santi composta a partire da metà Seicento dai Bollandisti. La parte dedicata a Abaco e soci era un racconto (Atti dei santi Mario e soci) che risaliva agli inizi del Medioevo, in particolare al VI-VII secolo. Era una passio, un tipo di scritti che raccontavano a fini edificanti il martirio di uno o più santi, aggiungendo alle notizie che si avevano sui martiri anche delle cose inventate per impressionare e commuovere. Il suo anonimo autore aveva raccolto dei racconti tramandati da tempo, che conservavano memoria dei nostri santi: ricordi legati a un luogo appena fuori Roma lungo la via Cornelia (a nord-ovest della città), dove era sorta una chiesa sul luogo del loro martirio.

## Incertezze sulla datazione e sul racconto tradizionale
Non si hanno notizie che durante il regno di Claudio II (268-270) vi sia stata una persecuzione contro i cristiani. In particolare la richiesta di adorare gli idoli è una pratica tipica dell'impero di Decio, che successe a Filippo l'Arabo nel 249. Fu Decio, infatti, a ordinare che quanti erano sospettati di cristianesimo dovessero fare atto di adesione al culto pagano, adorando la statua dell'imperatore o bruciando un grano d'incenso davanti al simulacro di un dio. Il rifiuto era passibile di pena capitale.
Il Martirologio Romano sposta quindi all'inizio del secolo IV la data del loro martirio. Da questo si può ipotizzare che il gruppo di Mario sia stato ospite in Roma per un certo periodo, probabilmente di alcuni anni. Al termine del suo regno, Diocleziano emanò tre editti di persecuzione verso i cristiani (tra 303 e 311). È possibile che sia in seguito a questi provvedimenti che furono uccisi i 260 martiri che Mario e i suoi furono scoperti a seppellire.
Dunque, o i martiri furono uccisi durante la persecuzione di Diocleziano oppure furono vittime di un isolato episodio di intolleranza religiosa, e in tal caso si può anche accettare il periodo di Claudio II.
È inoltre possibile che i quattro facessero parte di un gruppo più che di una famiglia, perché era uso comune, nelle passio leggendarie dei primi secoli, considerare gruppi di martiri come gruppi famigliari, specie se provenienti dallo stesso luogo.
I Santi Mario e Marta vengono invocati durante le Litanie dei Santi nel Rito del Matrimonio come protettori dell'unione famigliare.
Secondo gli ultimi studi è improbabile che i quattro siano stati persiani e si ritiene che fossero un gruppo di cristiani abitanti nella villa imperiale di Lorium, una grande azienda agricola di proprietà degli imperatori romani che sorgeva proprio lungo la via Cornelia a dodici miglia da Roma.
L'uccisione presso la villa di Lorium al XIII miglio della via Cornelia, cioè nel luogo della loro abituale residenza, è praticamente sicura.

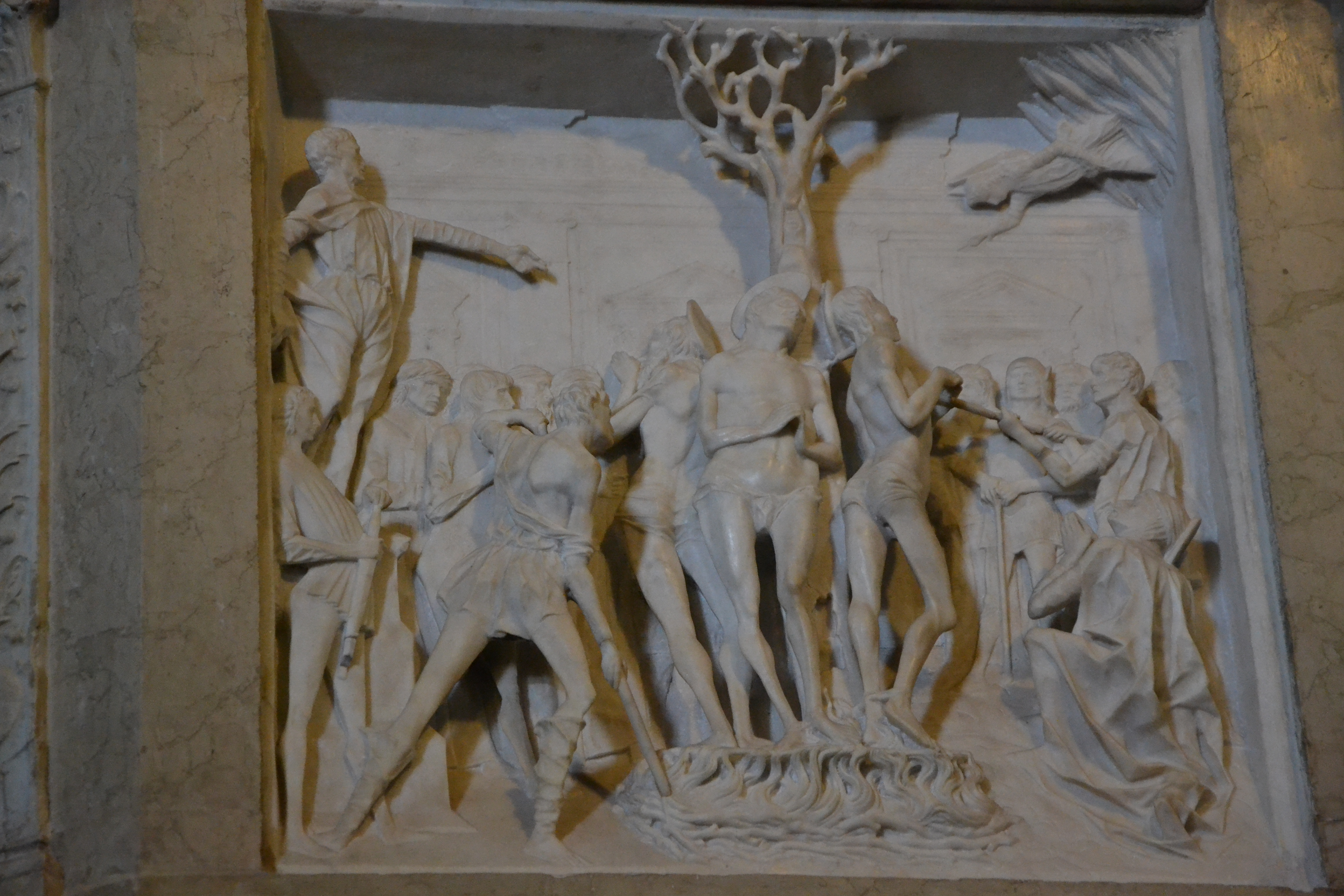
Duomo di Cremona, rilievi provenienti dall'Arca del martiri persiani di Giovanni Antonio Amadeo e Giovanni Antonio Piatti (1482)

## Il culto
La festa liturgica ricorre il 19 gennaio.
I corpi dei Santi Mario e Marta sono conservati in un’unica urna posta sotto l'altare maggiore della chiesa di San Giovanni Calibita nell'isola Tiberina a Roma.